# Pardosa flavisterna
Pardosa flavisterna este o specie de păianjeni din genul Pardosa, familia Lycosidae, descrisă de Caporiacco, 1935. Conform Catalogue of Life specia Pardosa flavisterna nu are subspecii cunoscute.